# Bradava
Bradava este o arie protejată (arie specială de conservare — SAC, sit de importanță comunitară — SCI) din Republica Cehă întinsă pe o suprafață de 25,62 ha, integral pe uscat.

## Localizare
Centrul sitului Bradava este situat la coordonatele 49°36′34″N 13°38′23″E / 49.609444°N 13.639722°E.

## Înființare
Situl Bradava a fost declarat sit de importanță comunitară în aprilie 2005 pentru a proteja 1 specie de animale. Situl a fost protejat și ca arie specială de conservare în iunie 2018.

## Biodiversitate
Situată în ecoregiunea continentală, aria protejată nu include niciun habitat protejat.
La baza desemnării sitului se află o specie protejată de  nevertebrate: Austropotamobius torrentium.